# Intel 8282 y 8283
El Intel 8282 y el Intel 8283 son latchs de 8 bits, que se desarrollaron principalmente para los procesadores Intel-8086/8087/8088/8089. Los componentes de ambos vienen en un paquete DIL de 20 pines. Fueron licenciados a empresas como NEC y Siemens. 

## Características
Con las versiones sin ROM del microcontrolador MCS-48 y MCS-51 (8035/8039 y 8031/8032) se pueden realizar sistemas compactos con la ROM/EPROM externa. El Intel 8282 también se puede utilizar en sistemas 8080/8085 que reemplazan al 8212. Si el OE (Output Enable) está conectado al GND, el chip estará seleccionado. El STB (Strobe) se conecta al pin ALE (Address Latch Enable) del procesador y toma los datos de dirección del bus de direcciones/ datos multiplexado. 
El Intel 8282 es funcionalmente idéntico al lach octal 74573, aunque el pinout difiere ligeramente. El 8283 tiene la misma funcionalidad, pero los datos están invertidos.
En 1980, la versión de Intel 8282 e I8282 (grado industrial) estaba disponible por 5,55 USD y 16,25 USD en cantidades de 100, respectivamente.

### Intel M8282 y M8283 (grado militar)

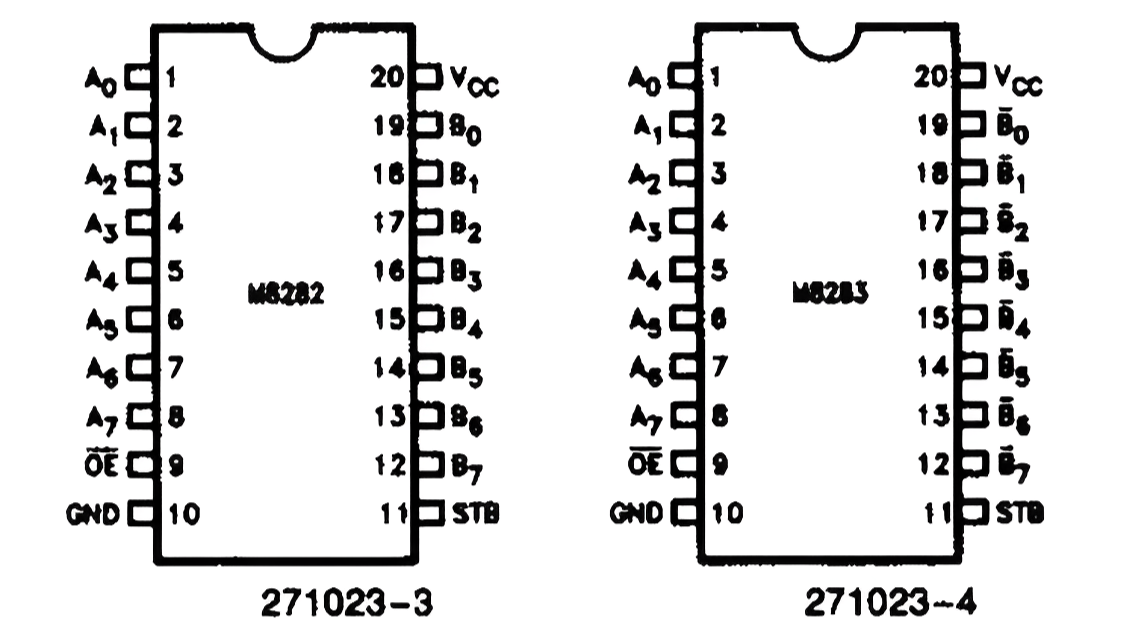
Pinout M8282 y M8283

Los M8282 y M8283 son dispositivos de almacenamiento temporal bipolar de 8 bits con búferes de salida de tres estados. Estos dispositivos pueden ser utilizados para implementar dispositivos de almacenamiento temporal, búferes o multiplexores. 
El M8283 invierte los datos de entrada en sus salidas mientras que el M8282 no lo hace. Por lo tanto, todas las funciones periféricas principales y de entrada/salida de un sistema de microcomputadora pueden ser implementadas utilizando estos dispositivos.

### Similitud con µPB8282
Los μPB8282 y PB8283 son dispositivos de almacenamiento temporal de 8 bits con búferes de salida de tres estados. El PB8282 no invierte los datos de entrada mientras que el μPB8283 sí lo hace, al igual que el 8283 de Intel. Estos dispositivos son perfectos para demultiplexar los buses de dirección/datos en los microprocesadores 8085A/8086. Los μPB8282/83 son fabricados utilizando el proceso bipolar Schottky de NEC.

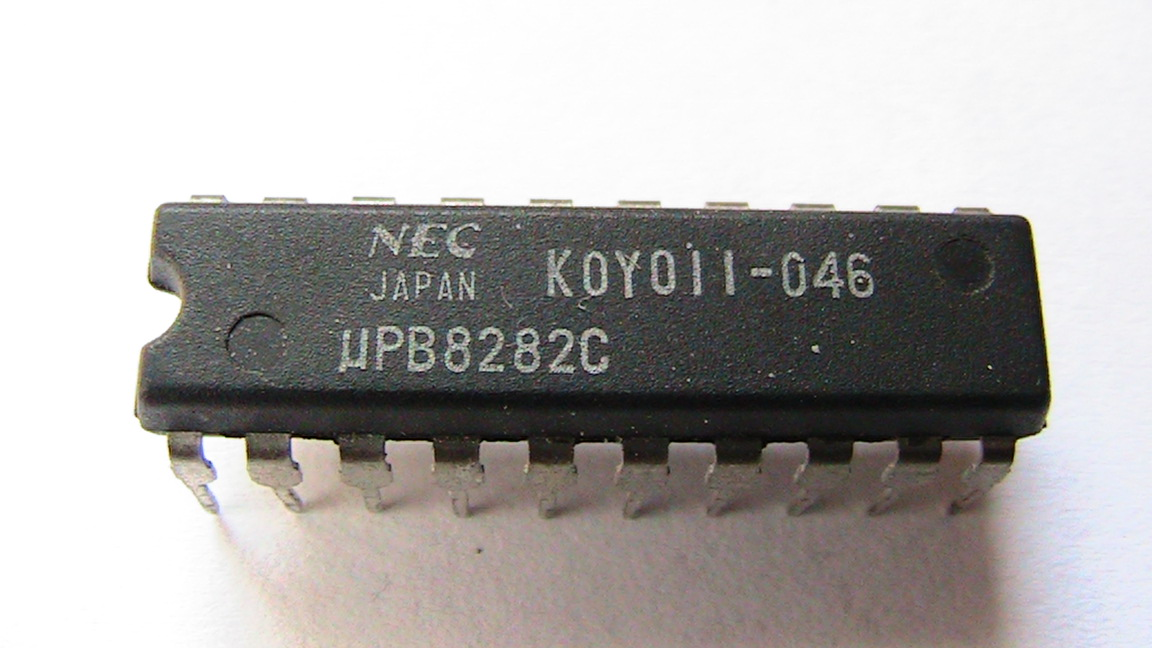
µPB8282C de NEC